# Infiltration (Hydrogeologie)
Infiltration bezeichnet den Prozess des Eindringens von Niederschlägen in den Erdboden; er ist ein wichtiger Teilprozess des Wasserkreislaufes. Anschlussprozesse können Grundwasserneubildung und Abflussbildung sein. Die Infiltrationsmenge wird gemessen mit den Einheiten Millimeter pro Sekunde oder praktischer pro Minute.
Das Einbringen von Oberflächenwasser in den Untergrund über wasserwirtschaftliche Anlagen wird Versickerung, oder im Falle von belastetem Sickerwasser auch Verrieselung genannt.

## Einleitung
Die Infiltration wird maßgeblich von zwei Kräften beeinflusst, der Gravitation und der Kapillarität bzw. dem Matrixpotential.
Weitere entscheidende Einflussfaktoren sind die Temperatur im Boden, die Wassersättigung des Bodens (Vorfeuchte), der Bedeckungsgrad (Vegetation) sowie die Niederschlagsintensität. So haben sandige Böden (63 µm – 2 mm Korngröße), mit relativ großen, gut verbundenen Poren und einem großen Porenvolumen (30–45 %) die höchsten Infiltrationsraten. Da eine Vegetationsdecke das Auftreffen von Regentropfen abdämpft, verhindert sie effektiv das oberflächliche Verschlämmen von Poren und schafft durch ihr Wurzelnetzwerk zusätzliche weitere, gut wasserleitende Grobporen. Damit hat sie einen deutlich positiven Einfluss auf die Infiltrationseigenschaften eines Bodens (höchste Infiltrationsraten lassen sich in Waldböden verzeichnen).

## Messung
Die Messung der potentiellen Infiltration geschieht mittels sog. Infiltrometer. Dabei handelt es sich meist um einen Ring mit einem definierten Querschnitt, welcher in den Boden eingestochen wird und dann bis zu einer ebenfalls definierten Höhe mit Wasser gefüllt wird.

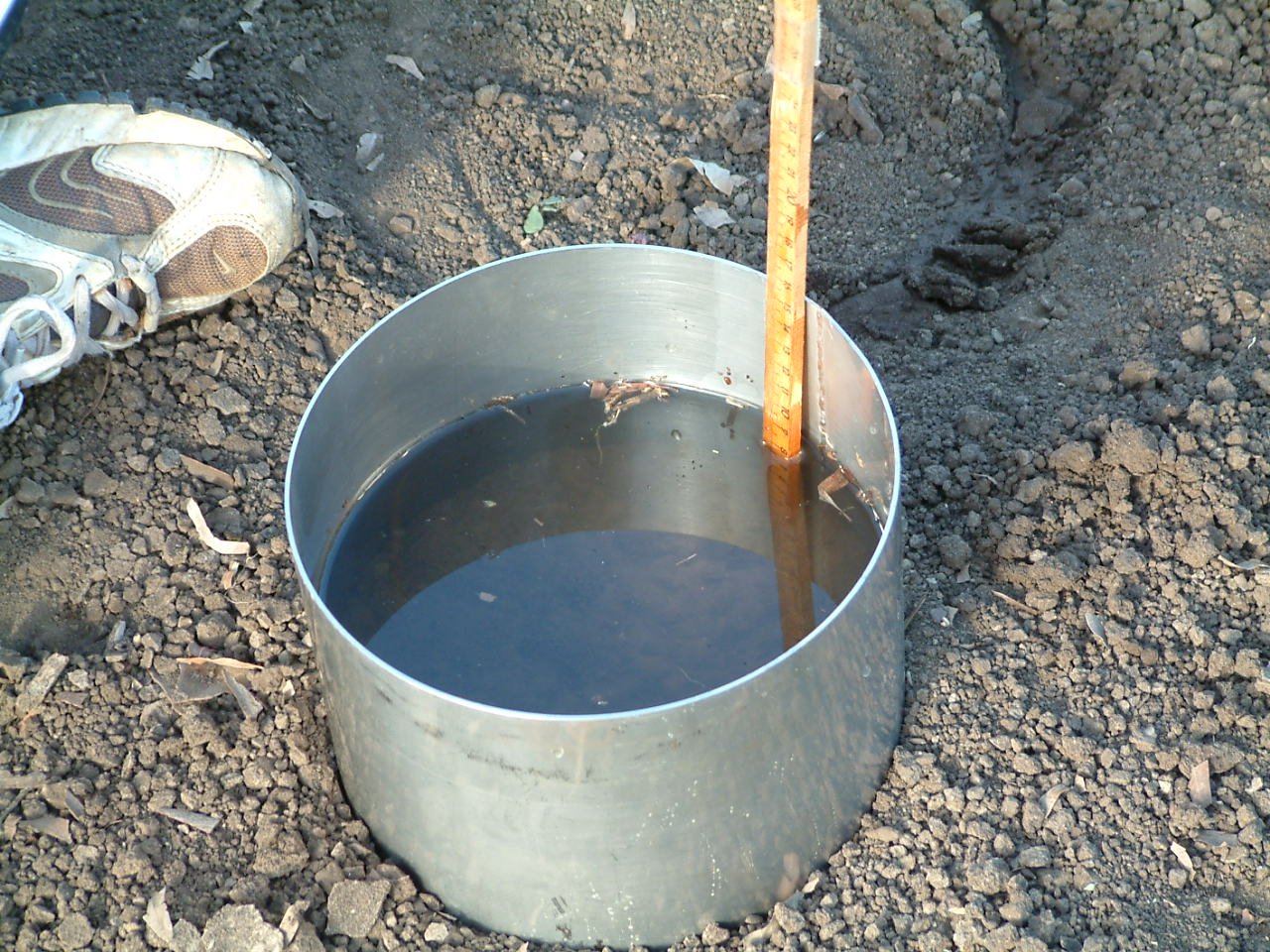
Ringinfiltrometer

Da über die Einfüllhöhe und den Ringdurchmesser das eingefüllte Wasservolumen bekannt ist, kann die potentielle Infiltration (Infiltration bei maximalem Wasserdargebot) über die Zeit, die vergeht bis alles Wasser aus dem Ring versickert ist, bestimmt werden.

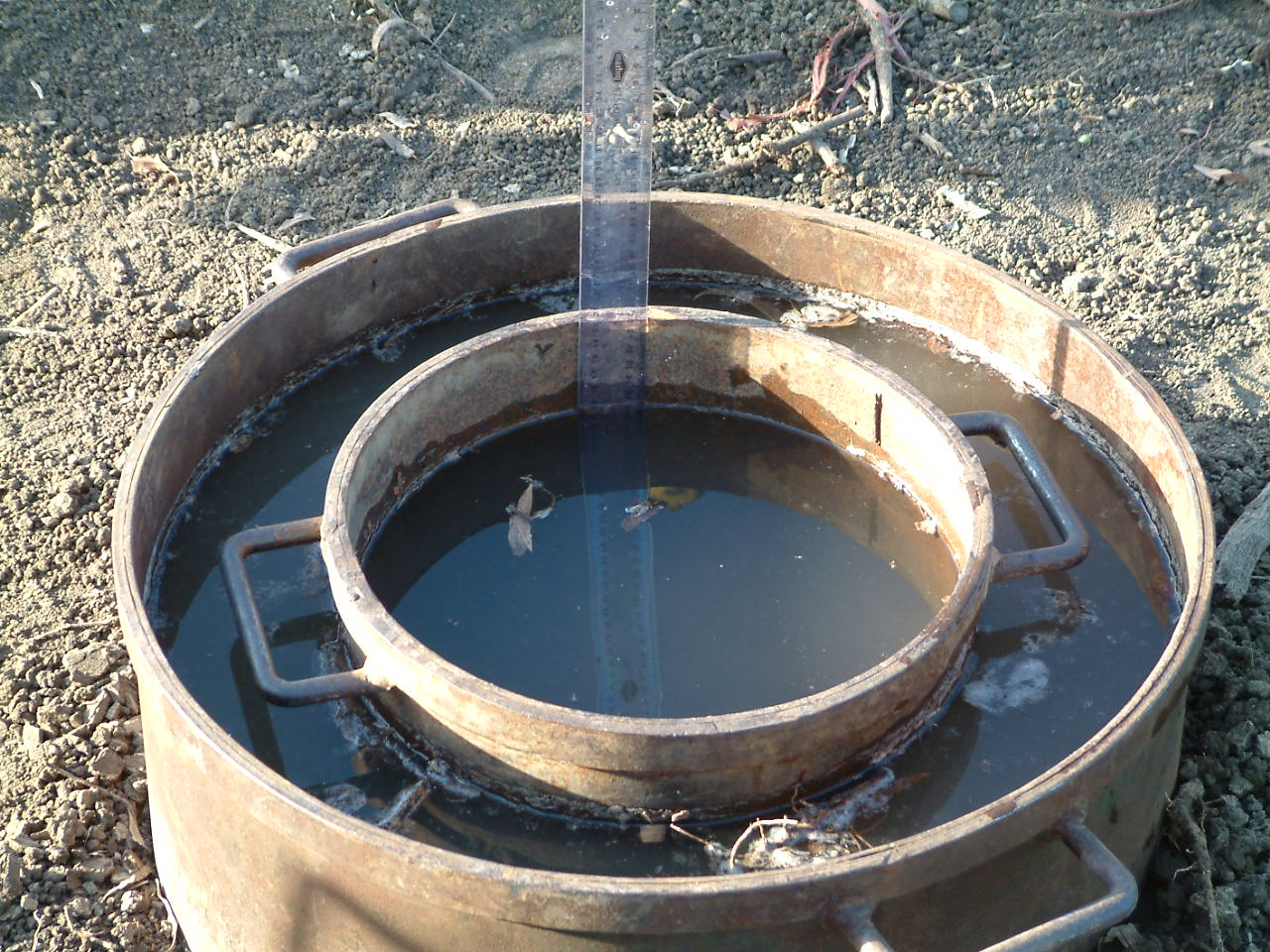
Doppelringinfiltrometer

Durch die Verwendung von Doppelringinfiltrometern wird versucht, einen seitlichen Verlust von Sickerwasser zu minimieren. Dieser würde bei der Messung zu höheren Infiltrationsraten führen. Beim Doppelringinfiltrometer wird zur Messung nur das innere Volumen betrachtet.
Aus
{\displaystyle f(t)=-{\frac {dh(t)}{dt}}={\frac {Q(t)}{A}}}
folgt nach dem Darcy-Gesetz:
{\displaystyle k_{f}={\frac {l}{t}}={\frac {h(0)}{h(t)}}}
mit:
{\displaystyle k_{f}}: Durchlässigkeitsbeiwert {\displaystyle [k_{f}]=\mathrm {cm\cdot s^{-1}} };
{\displaystyle l}: Länge der Fließstrecke {\displaystyle [l]=\mathrm {cm} };
{\displaystyle t}: Zeit bis der Anfangswasserstand {\displaystyle h(0)} auf den Wasserstand {\displaystyle h(t)} zur Zeit {\displaystyle t} abgesunken ist;
{\displaystyle h(0)}: Anfangswasserstand zur Zeit {\displaystyle t=0};
{\displaystyle h(t)}: Endwasserstand zur Zeit {\displaystyle t}

## Abschätzen der tatsächlichen Infiltration

### Abschätzung über die Wasserbilanz
Sind alle übrigen Parameter bekannt, kann die Infiltration {\displaystyle F} als Restglied der Wasserhaushaltsgleichung berechnet werden.
{\displaystyle F=B_{I}+P-T-ET-S-R-I_{A}-B_{O}}
mit:
{\displaystyle F}: Infiltration
{\displaystyle B_{I}}: Randzufluss (unterirdischer oder oberirdischer Zufluss in das betrachtete System)
{\displaystyle B_{O}}: Randabfluss (unterirdischer oder oberirdischer Abfluss aus dem System)
{\displaystyle P}: Niederschlag
{\displaystyle ET}: Evapotranspiration
{\displaystyle S}: Speicher
{\displaystyle I_{A}}: kurzzeitiger oberflächlicher Rückhalt (z. B. Muldenrückhalt)
{\displaystyle R}: Oberflächenabfluss
Je nach Bewertung der örtlichen Verhältnisse kann diese Gleichung auch um einzelne Glieder vereinfacht werden.

### Green-Ampt-Infiltrationsmodell
Das Green-Ampt-Infiltrationsmodell nach Green und Ampt bietet eine Abschätzung der tatsächlichen Infiltration unter Berücksichtigung verschiedener Bodenparameter, als da wären: Saugspannung, Porosität, hydraulische Leitfähigkeit und der bodenunabhängige Parameter Zeit.
Die halb-physikalische Formel approximiert den Infiltrationsprozess durch ein Stufenprofil mit vollständiger Wassersättigung und der sog. Transportzone. Nur der wassergesättigte Teil des Bodens wird betrachtet ({\displaystyle k_{f}} konstant). Die Formel leitet sich aus der Darcy-Weisbach-Gleichung ab, wobei das Prinzip auf der sog. Gradientenmethode basiert. Zu Beginn wirkt eine hohe Saugspannung (Matrixpotential), die mit der Zeit schwächer wird.
{\displaystyle \int _{0}^{F(t)}{1-\psi \,\Delta \theta  \over F+\psi \,\Delta \theta }\,dF=\int _{0}^{t}K\,dt}
mit:
{\displaystyle \psi }: Saugspannung an der Feuchtefront;
{\displaystyle \theta }: Wassergehalt (Vorfeuchte);
{\displaystyle K}: hydraulische Leitfähigkeit;
{\displaystyle F}: Akkumuliertes Volumen des infiltrierten Wassers.
Durch Integration kann die Gleichung entweder nach dem Infiltrationsvolumen oder nach der Anfangsinfiltrationsrate aufgelöst werden.
{\displaystyle F(t)=Kt+\psi \,\Delta \theta \ln \left[1+{\frac {F(t)}{\psi \,\Delta \theta }}\right]}
{\displaystyle f(t)=K\left[{\frac {\psi \,\Delta \theta }{F(t)}}+1\right]}

### Modell nach Horton
Der Anfangsinfiltrationswert {\displaystyle f_{0}} gilt zu Beginn des Infiltrationsprozesses. Mit zunehmender Dauer verringert sich dessen Auswirkung und es stellt sich der End-Infiltrationswert {\displaystyle f_{\infty }} ein. Das Modell beschreibt eine exponentielle Abnahme der Infiltrationsrate bis zur End-Infiltrationsrate bei Sättigung des Bodens.
{\displaystyle f(t)=f_{\infty }+(f_{0}-f_{\infty })\cdot e^{-k\cdot t}}.
mit:
{\displaystyle f_{0}}: Anfangsinfiltrationsrate ({\displaystyle t=0});
{\displaystyle f(t)}: max. Infiltrationsrate zum Zeitpunkt {\displaystyle t} mit {\displaystyle [f]=\mathrm {mm\cdot h^{-1}} };
{\displaystyle f_{\infty }}: max. Infiltrationsrate bei Sättigung ({\displaystyle t\rightarrow \infty });
{\displaystyle k}: Rückgangskonstante;
Ähnlich wie bei dem Modell nach Green und Ampt, besitzt auch das Horton-Modell eine Komponente, die den Rückgang der Infiltrationsrate beschreibt, und eine, die den konstanten Teil berücksichtigt. Die Infiltrationsrate wird nie 0, sondern nähert sich einem vom Gravitationspotential abhängenden Endwert an. Dieser Endwert müsste theoretisch gleich der gesättigten hydraulischen Leitfähigkeit {\displaystyle k_{f}} sein, welche bei Green-Ampt explizit dafür eingesetzt wird (für {\displaystyle f_{\infty }=k_{f}}).
Die Modellparameter für Horton werden im Allgemeinen abgeschätzt; für unbewachsenen feinsandigen Ton bzw. für Grasboden gilt:
| Parameter                   | Ton      | Grasboden |
| --------------------------- | -------- | --------- |
| {\displaystyle f_{0}}       | 210 mm/h | 900 mm/h  |
| {\displaystyle f_{\infty }} | 2 mm/h   | 290 mm/h  |
| k                           | 0,8/min  | 2/min     |

### Weitere Modelle
Weitere gängige Modelle sind:

#### Modell nach Kostiakov
Empirisches Modell
{\displaystyle f(t)=akt^{a-1}}
mit:
{\displaystyle a} und {\displaystyle k} als empirische Parameter.